# Béga-csatorna

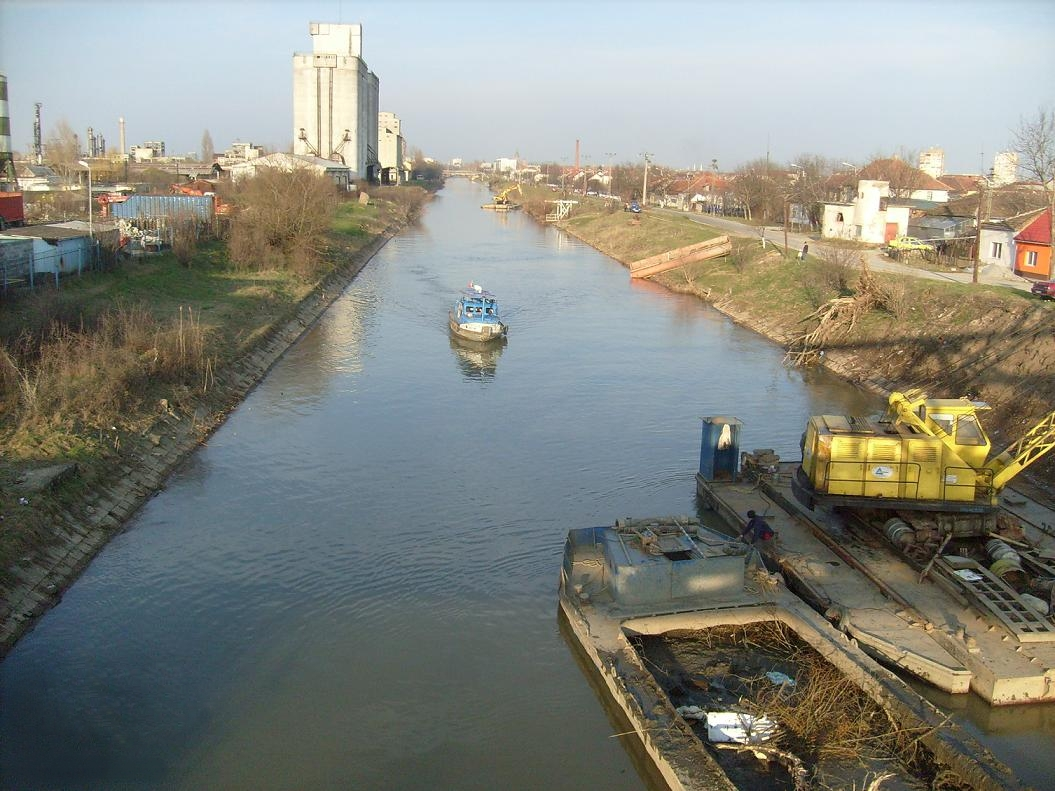
A Béga-csatorna Temesvárott

A Béga folyó csatornája Románia és Szerbia között biztosítja a vízi közlekedést.

## Története
Kiépítésének eredeti, 18. század első évtizedeiben megfogalmazott célja a Temesvár és Pétervárad közötti katonai és polgári hajózás biztosítása volt.
A Béga folyó legkorábbi ismert szabályozási munkálatai a 18. századra nyúlnak vissza. Az udvari kamara 1727-ben hagyta jóvá a Béga szabályozási munkálatait. 1727-1728 között elkészült a Facsád és Temesvár közötti csatornameder. Ezen keresztül szállították az épületfát és tüzelőanyagot Temesvárra. 1727-ben elkezdték a Temesvár és Klek közötti hajózható csatorna földmunkálatait. Ez azt jelentette, hogy a Béga régi kanyargós medre helyett egy újat ástak. Így megrövidült a Béga útja, de a régi meder is megmaradt. Az első hajó 1732-ben jutott a csatornán Pancsováról Temesvárra. A Jankahíd és Ittebe közötti hajózó csatorna megépítése 1753-ban kezdődött el. 1758-ban megújították a Temes-Béga csatorna betorkolásánál kialakított zsilipet.
1799-1808 között nagymértékű szabályozási munkákat végeznek el, a munkálatokon tíz év alatt hárommillió napszámot teljesítenek Temes és Torontál vármegyék közmunkára kötelezett jobbágyai. Védőtöltéseket építettek, elkészítették a hajók vontatásához szükséges vontatóutat. A hajózó csatorna kezelése a Temesvárott felállított Béga-csatorna Magyar Királyi Igazgatóság feladata volt.
A 18. századi vízépítési munkák nem voltak elégségesek arra, hogy az árvizeket levezessék és a hajózás zavartalanságát biztosítsák.
1897-ben a XXI. törvénycikk elrendelte a Béga-csatorna rendezése körüli tervezési munkálatok megkezdését. 1902-ben az országgyűlés elfogadja a Béga-csatornának a Temes-bégavölgyi vízszabályozó társulat ármentesítése érdekében szükséges rendezésékről szóló XXII. törvénycikket. Ez a törvény teremti meg a Temesköz árvízvédelmének anyagi fedezetét.